# Kandidat der Wissenschaften
Kandidat der Wissenschaften (russisch Кандидат наук Kandidat nauk) ist ein akademischer Grad in Russland und anderen Nachfolgestaaten der Sowjetunion, der einem Doktorgrad (Ph.D.) in anderen Ländern entspricht. Üblicherweise wird die Bezeichnung der jeweiligen wissenschaftlichen Disziplin hinzugefügt, z. B. „Kandidat der technischen Wissenschaften“ (russisch Кандидат технических наук Kandidat technitscheskich nauk). Als Kandidát věd bzw. Kandidát vied (CSc.) wurde er auch in der Tschechoslowakei sowie bis 1996 in der Slowakei und bis 1998 in Tschechien vergeben. Die Entsprechung in der DDR war die Promotion A. 
Der nächsthöhere akademische Grad heißt Doktor der Wissenschaften (russisch Доктор наук Doktor nauk) und entspricht etwa einer Habilitation im deutschsprachigen Raum (bzw. Promotion B in der DDR).

## Nostrifikation in Deutschland
Inhaber von wissenschaftlichen Graden „Kandidat der Wissenschaften“ aus Russland können im Allgemeinen anstelle der im Herkunftsland zugelassenen oder nachweislich allgemein üblichen Abkürzung die Abkürzung „Dr.“ ohne fachlichen Zusatz, jedoch mit Herkunftsbezeichnung führen.